# The Gentlemen
The Gentlemen (prt: The Gentlemen - Senhores do Crime; bra: Magnatas do Crime) é um filme de comédia de ação de 2019 escrito, dirigido e produzido por Guy Ritchie, que desenvolveu a história junto com Ivan Atkinson e Marn Davies. O filme estrela Matthew McConaughey, Charlie Hunnam, Henry Golding, Michelle Dockery, Jeremy Strong, Eddie Marsan, Colin Farrell, e Hugh Grant. No filme acompanhamos um atacadista americano de cannabis na Inglaterra que está querendo vender seu negócio, iniciando uma cadeia de chantagens e esquemas para enfraquece-lo.
The Gentlemen estreou no Curzon Mayfair Cinema em 3 de dezembro de 2019, e foi lançado nos cinemas do Reino Unido em 1 de janeiro de 2020 pela Entertainment Film Distributors, e nos Estados Unidos em 24 de janeiro de 2020 pela STXfilms. Recebeu críticas geralmente positivas dos críticos e também foi um sucesso comercial, com uma bilheteria de US$ 115 milhões em todo o mundo, contra seu orçamento de US$ 22 milhões. Uma série de televisão derivada foi lançada pela Netflix em 2024 com Theo James estrelando no papel principal.

## Elenco
- Matthew McConaughey como Michael "Mickey" Pearson
  - Tom Lambert como Young Mickey
- Charlie Hunnam como Raymond Smith
- Henry Golding como "Dry Eye"
- Michelle Dockery como Rosalind Pearson
- Jeremy Strong como Matthew Berger
- Colin Farrell como Coach
- Hugh Grant como Fletcher
- Eddie Marsan como Dave "Big Dave"
- Tom Wu como George "Lord George"
- Bugzy Malone como Ernie
- Chidi Ajufo como "Bunny"
- Jason Wong como Phuc
- Brittany Ashworth como Ruby
- Samuel West como Lord Pressfield
- Geraldine Somerville como Lady Pressfield
- Eliot Sumner como Laura Pressfield
- George Asprey como "Lord Snowball"
- Lyne Renée como Jackie
- Chris Evangelou como "Primetime"
- Franz Drameh como Benny
- John Dagleish como "Hammy"
- Tom Rhys Harries como Power Noel
- Danny Griffin como Aslan
- Max Bennett como Brown
- Ashley McGuire como Maureen
- Eugenia Kuzmina como Misha
- Lily Frazer como Lisa a Mecânica
- Jordan Long como Barman
- Gershwyn Eustache Jnr como Roger

## Produção

### Desenvolvimento e elenco
Em maio de 2018, foi anunciado que Guy Ritchie escreveria e dirigiria The Gentlemen, um filme que seguiria o mesmo espírito de seus anteriores Lock, Stock and Two Smoking Barrels e Snatch. O projeto foi revelado no Festival de Cannes de 2018 pela CAA Media Finance e Rocket Science, onde a Miramax adquiriu os direitos de distribuição. As filmagens estavam previstas para começar em outubro. Em outubro, Matthew McConaughey, Kate Beckinsale, Henry Golding e Hugh Grant foram escalados para o elenco, com Jeremy Strong, Jason Wong e Colin Farrell se juntando em novembro. Mais tarde, Michelle Dockery assinou contrato, substituindo Beckinsale em seu papel. Em dezembro de 2018, Lyne Renée também foi incluída.

### Filmagem
A fase de produção das filmagens começou em novembro de 2018. As locações de filmagem incluíram o West London Film Studios, Longcross Studios, O pub Princess Victoria em Shepherd's Bush e o  Cemitério de Brompton.

## Lançamento
Em fevereiro de 2019, a STX Entertainment adquiriu os direitos de distribuição nos EUA da Miramax por 7 milhões de dólares. O filme teve sua estreia mundial como uma exibição especial VIP no Curzon Mayfair em 3 de dezembro de 2019. Foi lançado nos cinemas do Reino Unido em 1 de janeiro de 2020, e nos EUA em 24 de janeiro de 2020. O estúdio gastou cerca de 25 milhões de dólares promovendo o filme.

### Mídia doméstica
The Gentlemen foi lançado em mídia doméstica e vídeo sob demanda em 24 de março de 2020. O lançamento em mídia doméstica foi previamente estabelecido para 7 de abril, mas foi antecipado devido a pandemia de COVID-19. Foi lançado em DVD, Blu-ray, e Ultra HD Blu-ray em 21 de abril de 2020 pela Universal Studios Home Entertainment.

## Recepção

### Bilheteria
The Gentlemen arrecadou US$ 15,9 milhões no Reino Unido, US$ 36,5 milhões nos Estados Unidos e Canadá, e US$ 62,8 milhões em outros países, para um total mundial de US$ 115,2 milhões.
Nos Estados Unidos e Canadá, o filme foi lançado junto com The Turning, e foi projetado para arrecadar cerca de US$ 10 milhões dos 2100 cinemas em seu final de semana de abertura. O filme faturou US$ 3,1 milhões no seu primeiro dia, incluindo US$ 725.000 das pré-estreias de quinta-feira à noite. Continuou para estrear com US$ 10,6 milhões, terminando em quarto nas bilheterias. Então faturou US$ 6 milhões em seu segundo final de semana, terminando em quinto. Em seu terceiro e quarto finais de semana o filme faturou respectivamente US$ 4,2 milhões e US$ 2,7 milhões.

### Reação da crítica
No agregador de críticas Rotten Tomatoes, o filme tem uma taxa de aprovação de 75% baseada em 274 críticas, com uma avaliação média de 6,5/10. O consenso dos críticos do site é que, "pode não trazer muitos novos convertidos para o escritor-diretor Guy Ritchie, mas para aqueles já em sintonia com a onda impetuosa do cineasta, The Gentlemen se destaca." No Metacritic, o filme tem em média 51 de 100 em pontuação, baseada em 44 críticas, indicando "críticas mistas ou medianas". Pesquisa de público do CinemaScore deu ao filme uma nota média de "B+" em uma escala de A+ a F, enquanto o PostTrak relatou uma média de 3,5 de 5 estrelas, com 48% das pessoas dizendo que definitivamente o recomendaria.
Escrevendo para a Entertainment Weekly, Leah Greenblatt avaliou o filme como "B−" e achou que ficou devendo, comparado aos filmes de crime anteriores de Ritchie, afirmando que, "The Gentlemen é nada mais que um retorno aos Locks de antigamente, cheio de estrelas e desfibrilado com potência suficiente para reanimar um gorila de uma parada cardíaca."
O filme também foi criticado por causa de racismo. Escrevendo ao The Guardian, Simran Hans diz "Pela lógica de Ritchie, enquanto chefões da maconha são empreendedores com superioridade moral;  traficantes de heroína asiáticos são "os destruidores de mundos."' Gary M. Kramer, escrevendo para a Salon, disse "Ritchie acha que racismo casual é engraçado, e os personagens asiáticos do filme são todos chamados depreciativamente com o termo: 'Chinamen.' A maior parte das outras pessoas em cena é chamado por outro termo, igualmente tabu, com a intenção de ser atrevido, mas não é. É ofensivo; de causar vergonha ao invés de divertir, e a gente se pergunta quando o infantil Ritchie vai crescer e deixar de se achar um espertinho."

### Premiações
| Prêmio        | Ano                   | Categoria                        | Recebedor     | Resultado | Ref.   |
| ------------- | --------------------- | -------------------------------- | ------------- | --------- | ------ |
| Saturn Awards | 26 de outubro de 2021 | Melhor filme de ação ou aventura | The Gentlemen | Indicado  | [ 35 ] |

### Processo Judicial
Três anos após o lançamento do filme, Ritchie foi processado pelo ator Mickey De Hara (que interpretou Turbo no filme anterior de Richie, RocknRolla) por copiar o "elenco de personagens, sua caracterização e 'aspectos únicos da trama'" de um roteiro que De Hara ofereceu a Ritchie como sequência de RocknRolla. De Hara alega que quando ele tentou tratar do problema fora do tribunal, Ritchie respondeu, "Mickey, eu e meu pessoal temos tentado contato com você já faz alguns anos. não houve resposta. Eu adoraria que a gente sentasse pra bater um papo." De Hara alega que o exemplo mais flagrante de cópia foi uma cena envolvendo o personagem Coach e "The Toddlers", o bando que ele lidera, que corresponde quase exatamente a uma cena do roteiro do De Hara com um personagem Coach liderando um grupo de bandidos apelidados "The Baby Squad." Ritchie apresentou sua defesa à London High Court negando as alegações, em agosto de 2023.  Ritchie confirmou que houve discussões com relação a uma potencial sequência ou trilogia de RocknRolla e que ele usou alguns aspectos do roteiro em The Gentlemen; porém, ele alega que as contribuições do De Hara eram bem abaixo dos patamares de ambas Writers Guild of America e Writers Guild of Great Britain para receber crédito.

## Série da Netflix
Em outubro de 2020, a Miramax Television começou o desenvolvimento de uma série de televisão derivada do filme, com Ritchie supervisionando o projeto. em novembro 2022, a série foi oficialmente liberada pela Netflix. O episódio piloto foi escrito por Guy Ritchie e Matthew Read. Ritchie foi definido para dirigir os primeiros dois episódios e atuar como produtor executivo junto com Ivan Atkinson, Marn Davies, e Bill Block. The Gentleman estrela Theo James, junto com Vinnie Jones, Kaya Scodelario, Giancarlo Esposito, Daniel Ings, Joely Richardson, Peter Serafinowicz, Alexis Rodney, Chanel Cresswell e Max Beesley.